# Jérôme Sanchez
Jérôme Julien Joseph Sanchez (Vénissieux, 2 marzo 1990) è un cestista francese.

## Palmarès
- Match des Champions: 1

ASVEL: 2009